# اوله کائوپر
اوله کائوپر (انگلیسی: Ole Käuper؛ زادهٔ ۹ ژانویهٔ ۱۹۹۷) بازیکن فوتبال اهل آلمان است.
وی همچنین در تیم‌های ملی فوتبال Germany national under-16 football team، جوانان آلمان، و زیر ۲۰ سال آلمان بازی کرده‌است.